# Regina Kulikowa
Regina Kulikowa (ur. 30 stycznia 1989 w Ałmaty) – rosyjska tenisistka. Jest tenisistką praworęczną z oburęcznym backhandem. Najwyższe miejsce w rankingu WTA, 65. osiągnęła 3 maja 2010 roku. Zwyciężyła w trzynastu singlowych i dwóch deblowych turniejach rangi ITF.
W tenisa zaczęła grać w wieku 6 lat. W wieku 19 lat wyszła za mąż za Simone Sergesa i przeniosła się na stałe do Szwajcarii.

## Kariera tenisowa

### Juniorka
Jako juniorka najwyżej była sklasyfikowana na 22 miejscu. Wygrała 12 turniejów juniorskich, była w 4 finałach. W rozgrywkach deblowych wygrała 2 turnieje i osiągnęła 2 finały.

### 2009
W 2009 w eliminacjach do French Open odpadła ulegając Vani King. Następnie doszła do III rundy Wimbledonu, gdzie po drodze pokonała Karolinę Šprem, Alisę Klejbanową, ale uległa Jelenie Diemientjewej. Na US Open odpadła w I rundzie eliminacji do turnieju głównego. Sezon zakończyła na 138 miejscu w rankingu WTA.

### 2010
W 2010 po raz pierwszy awansowała do turnieju głównego w Australian Open, gdzie przegrała z Barborą Záhlavovą Strýcovą 7:6 (5), 6:7 (10), 3:6. Był to najdłuższy mecz kobiet w historii Australian Open – mecz trwał 4h, 19 minut. Następnie grała w turnieju w Dubaju gdzie w III rundzie wygrała z 4 rakietą świata Swietłaną Kuzniecową 5:7, 7:6, 6:3, ale w ćwierćfinale uległa rozstawionej z 7 Agnieszce Radwańskiej 6:3, 4:6, 3:6.

## Wygrane turnieje rangi ITF
| turnieje z pulą nagród 100 000 $ |
| turnieje z pulą nagród 75 000 $  |
| turnieje z pulą nagród 50 000 $  |
| turnieje z pulą nagród 25 000 $  |
| turnieje z pulą nagród 15 000 $  |
| turnieje z pulą nagród 10 000 $  |

### Gra pojedyncza
|     | Data       | Turniej     | ($)    | Naw.     | Finalistka              | Wynik         |
| 1.  | 23/08/2005 | Trecastagni | 10 000 | twarda   | Giulia Meruzzi          | 6:1, 4:6, 6:4 |
| 2.  | 11/07/2006 | Imola       | 10 000 | dywanowa | Anaïs Laurendon         | 6:4, 6:2      |
| 3.  | 08/08/2006 | Jesi        | 10 000 | twarda   | Giulia Gatto-Monticone  | 6:3, 6:4      |
| 4.  | 01/05/2007 | Inczon      | 25 000 | twarda   | Lee Ye-ra               | 6:3, 2:6, 6:3 |
| 5.  | 15/05/2007 | Changwon    | 25 000 | twarda   | Chan Chin-wei           | 6:3, 4:6, 6:2 |
| 6.  | 26/06/2007 | Noto        | 25 000 | dywanowa | Zhang Shuai             | 7:5, 6:1      |
| 7.  | 18/02/2008 | Clearwater  | 25 000 | twarda   | Jewhenija Sawranśka     | 6:4, 6:4      |
| 8.  | 22/09/2008 | Grenada     | 25 000 | twarda   | Estrella Cabeza Candela | 6:3, 6:4      |
| 9.  | 28/09/2009 | Las Vegas   | 50 000 | twarda   | Anikó Kapros            | 6:2, 6:2      |
| 10. | 12/10/2009 | Kansas City | 50 000 | twarda   | Valérie Tétreault       | 6:4, 6:1      |
| 11. | 14/12/2009 | Dubaj       | 75 000 | twarda   | Sandra Záhlavová        | 7:6(3), 6:3   |
| 12. | 19/09/2011 | Albuquerque | 75 000 | twarda   | Ana Tatiszwili          | 7:5, 6:3      |
| 13. | 29/12/2012 | Petersburg  | 10 000 | dywanowa | Anastasija Wasyljewa    | 6:0, 5:7, 6:4 |

## Bilans spotkań przeciwko pierwszej dziesiątce rankingu WTA
| Tenisistka           | Liczba meczów | Wygrane:przegrane | Lista spotkań                            |
| -------------------- | ------------- | ----------------- | ---------------------------------------- |
| Swietłana Kuzniecowa | 1             | 1:0               | - Dubaj – 17 lutego 2010 – 5:7, 7:6, 6:4 |
| Jelena Diemientjewa  | 1             | 0:1               | - Wimbledon – 27 czerwca 2009 – 1:6, 2:6 |
| Agnieszka Radwańska  | 1             | 0:1               | - Dubaj – 18 lutego 2010 – 6:3, 4:6, 3:6 |